# Styringomyia fryeri
Styringomyia fryeri är en tvåvingeart som beskrevs av Edwards 1914. Styringomyia fryeri ingår i släktet Styringomyia och familjen småharkrankar.
Artens utbredningsområde är Sri Lanka. Inga underarter finns listade i Catalogue of Life.